# Konstantyn (Bułyczow)
Konstantyn, imię świeckie Kiriłł Joakimowicz Bułyczow (ur. 11 grudnia?/23 grudnia 1858 w Orłowie, zm. w latach 30. XX wieku) – rosyjski biskup prawosławny.

## Życiorys
Był synem kupca. W 1881 ukończył studia na wydziale fizyczno-matematycznym Uniwersytetu Petersburskiego, po studiach pracował jako urzędnik bankowy. Dziewięć lat później podjął studia teologiczne na Petersburskiej Akademii Duchownej, zaś cztery lata później uzyskał stopień kandydata nauk teologicznych. W trakcie studiów złożył wieczyste śluby mnisze, przyjmując imię zakonne Konstantyn. W tym samym roku (1892) przyjął święcenia diakońskie, zaś 7 listopada 1893 został hieromnichem. Po ukończeniu nauki został zatrudniony jako nadzorca w szkole duchownej przy Ławrze Aleksandra Newskiego. Po dwóch latach przeszedł na stanowisko rektora w seminarium duchownym w Witebsku. Funkcję tę pełnił przez cztery lata, kierując równocześnie radą odpowiedzialną za szkoły duchowne w eparchii połockiej, bractwem św. Włodzimierza w Witebsku oraz sprawując obowiązki cenzora organu prasowego eparchii połockiej i kazań głoszonych przez duchowieństwo w soborze w Witebsku. W 1900 został rektorem seminarium duchownego w Kijowie i pełnił tę funkcję przez rok.
W 1901 został wyświęcony na biskupa gdowskiego, wikariusza eparchii petersburskiej. Chirotonię biskupią przyjął w soborze Trójcy Świętej w kompleksie Ławry św. Aleksandra Newskiego w Petersburgu, z rąk metropolity petersburskiego Antoniego. Trzy lata później został ordynariuszem eparchii samarskiej i stawropolskiej. W 1911 został przeniesiony ponownie, tym razem na katedrę mohylewską i mścisławską. W 1915 otrzymał godność arcybiskupią. Brał udział w pracach Soboru Lokalnego Rosyjskiego Kościoła Prawosławnego w latach 1917–1918, w czasie którego opowiadał się za restauracją patriarchatu. W 1919 został aresztowany przez Czeka w Homlu, do 1920 przebywał w obozie.
W 1922 przeszedł do Żywej Cerkwi i rok później objął w jej strukturach katedrę mohylewską. Po dwóch latach złożył akt pokutny na ręce metropolity krutickiego Piotra i powrócił do kanonicznego Rosyjskiego Kościoła Prawosławnego. Jeszcze w tym samym roku związał się jednak z grigoriewcami, samowolnie objął katedrę tambowską w podległych im strukturach i ponownie został suspendowany. Zastępca locum tenens metropolita niżnonowogrodzki polecił oddać go pod sąd biskupów (który ostatecznie nigdy się w jego sprawie nie zebrał). Jego dalsze losy nie są znane.